# دافيد جينولا
دافيد جينولا (بالفرنسية: David Ginola)‏ المولود في 25 يناير من العام 1967 في غاسان - فرنسا من أصول إيطالية من كالياري . لاعب كرة قدم فرنسي سابق يلعب في مركز الجناح، وعارض أزياء في نفس الوقت.
يعتبر دافيد جينولا ضمن انكلترا واحد من أفضل لاعبي الجناح على الإطلاق، وفقاً للمساته وأدائه الرائع في اجتياز خط الدفاع وإحراز الأهداف.
دافيد جينولا كان أحد أمهر نجوم كرة القدم الفرنسية وأشهرهم في الدوري الإنجليزي الممتاز أثناء فترة التسعينات، ولعب ثلاثة سنوات مع توتنهام لكن مستواه هبط بشدة مع السبيرز في الموسم الثالث علماً بأن الخبراء توقعوا له مسيرة ذهبية فور تركه لنيو كاسل وانضمامه للسبيرز عام 1997 لكنه سرعان ما رحل عن لندن متوجهاً لأستون فيلا ثم انهى مسيرته مع إيفرتون.

## روابط خارجية
- دافيد جينولا على موقع IMDb (الإنجليزية)
- دافيد جينولا على موقع ألو سيني (الفرنسية)
- دافيد جينولا على موقع ديسكوغز (الإنجليزية)
- دافيد جينولا على موقع قاعدة بيانات الفيلم (الإنجليزية)
- دافيد جينولا على موقع الاتحاد الدولي (مؤرشف)  (الإنجليزية)
- دافيد جينولا على موقع قاعدة بيانات كرة القدم.إي يو (الإنجليزية)
- دافيد جينولا على موقع ليكيب (الفرنسية)
- دافيد جينولا على موقع ناشيونال فوتبول تيمز (الإنجليزية)
- دافيد جينولا على موقع Soccerway.com (الإنجليزية)
- دافيد جينولا على موقع عالم كرة القدم.نت (الإنجليزية)